# Kaderrichtlijn Water
De Kaderrichtlijn Water is een Europese richtlijn die voorschrijft dat de waterkwaliteit van de Europese wateren vanaf 2015 aan bepaalde eisen moest voldoen. De richtlijn is sinds eind 2000 van kracht voor het waterbeheer, dat wil zeggen voor het totaal aan activiteiten die tot doel hebben om het grond- en oppervlaktewater zo goed mogelijk te beheren. De oorspronkelijke richtlijn uit 2000 werd nadien nog enkele malen aangepast.

## Internationale samenwerking
Aangezien een stroomgebied zich meestal uitstrekt over meerdere landen is er van elk stroomgebied ook een internationale versie opgesteld. Deze internationale stroombeheergebiedplannen kan men raadplegen op de websites van de diverse secretariaten. Het beheer van een internationaal stroomgebied is per afzonderlijk verdrag geregeld. Het internationale verdrag dat hiervoor het kader vormt is het Verdrag van Helsinki 1992.
De Kaderrichtlijn Water (2000/60/EG) beoogde een aantal oude richtlijnen te integreren en vervangen met de bedoeling meer eenheid in de regelgeving van de Europese Unie te brengen. 

## Inhoud
De richtlijn gaat uit van - internationale - stroomgebieden, soms verder samengevoegd tot stroomgebiedsdistricten. Voor Nederland gaat het om het stroomgebied van respectievelijk Schelde, Maas, Rijn en Eems. Voor Vlaanderen gaat het om het stroomgebiedsdistrict van de Schelde (waartoe ook het stroomgebied van de IJzer en de Brugse Polders gerekend worden) en het stroomgebied van de Maas. Hiermee is de zorg voor water per definitie grensoverschrijdend geworden.
De richtlijn bepaalt dat de EU-lidstaten voor elk stroomgebied gezamenlijk actieprogramma’s moeten opstellen waarin alle aspecten van water aan de orde moeten komen. Inwoners van die landen moeten meer bij het waterbeheer betrokken worden en de verschillende Europese wetten op het gebied van water moeten beter op elkaar worden afgestemd. Tot 2009 hebben de lidstaten de tijd om hun maatregelenprogramma’s op te stellen. In beginsel moet in 2015 een ‘goede chemische toestand en een goed ecologisch potentieel of een goede ecologische toestand’ zijn bereikt.

## Implementatie

### Implementatie in Nederland
Sinds 22 december 2008 waren in Nederland alle ontwerp-plannen via internet te raadplegen. Deze stroomgebiedbeheerplannen zijn intussen definitief goedgekeurd. De beheerplannen zijn verder uitgewerkt door alle provincies en waterschappen.
In 2024 startte de Europese Commissie een inbreukprocedure tegen Nederland omdat de richtlijn niet voldoende werd nageleefd.

### Implementatie in België
Sedert 30 juli 1993 is met de staatshervorming het waterbeleid een gewestelijke bevoegdheid geworden. 

#### In het Vlaams Gewest
In het Vlaams Gewest werd de Kaderrichtlijn Water in eigen wetgeving omgezet met het Decreet betreffende het Integraal Waterbeleid van 18 juli 2003. De ontwerp-stroomgebiedbeheerplannen voor Schelde en Maas en het bijhorende maatregelenprogramma voor Vlaanderen werden aan openbaar onderzoek onderworpen van 16 december 2008 tot en met 15 juni 2009. Op 8 oktober 2010 stelde de Vlaamse Regering de eerste definitieve stroomgebiedbeheerplannen voor Schelde en Maas en het bijhorende maatregelenprogramma voor Vlaanderen vast, en op 1 juli 2022 de plannen voor de periode 2022-2027. Deskundigen betwijfelen echter of Vlaanderen tegen 2027 de Europese norm haalt.

#### In Wallonië en Brussel
De Waalse overheid beheert het Waalse gedeelte van het stroomgebied van de Schelde, de Maas en de Rijn. De “Tweede Stroomgebiedbeheerplannen” (2016-2021) werden in 2016 goedgekeurd, en zijn, per stroomgebied, gepubliceerd in het Frans, Nederlands en Duits. Van 19/12/2018 tot en met 18/06/2019 loopt het openbaar onderzoek over de derde cyclus van de beheerplannen.  
Voor het Brussels Gewest heeft het departement Water van Leefmilieu Brussel een Waterbeheerplan 2016-2021 opgesteld, na een eerder plan voor de periode 2009-2015.

## Verdere ontwikkelingen
In 2008 en 2009 vonden in alle Europese lidstaten publieke raadplegingen plaats. Van elk stroomgebied in een land werd gedurende minimaal zes maanden een ontwerp-stroomgebiedbeheerplan ter inzage gelegd.

## Verwante richtlijnen
Naast de Europese Kaderrichtlijn Water zijn er nog andere Europese richtlijnen waaraan het  waterbeheer moet voldoen: de Drinkwaterrichtlijn, de Grondwaterrichtlijn, de Hoogwaterrichtlijn, de Kaderrichtlijn mariene strategie, de Nitraatrichtlijn, de Richtlijn prioritaire stoffen, de Richtlijn stedelijk afvalwater, de Richtlijn aquatisch milieu, de Viswater- en Schelpdierwaterrichtlijn en de Zwemwaterrichtlijn. Een Kaderrichtlijn Bodem is op 22 september 2006 voorgesteld door de Europese Commissie, maar een complexe behandeling van enkele jaren heeft de Commissie dit voorstel in mei 2014 ingetrokken.

### Drinkwaterrichtlijn
Sedert 12 januari 2021 geldt Richtlijn 2020/2184, een herschikking van Richtlijn 98/83/EG uit 1998. De richtlijn wil de toegang tot drinkwater verbeteren, en burgers en milieu behoeden voor verontreinigd drinkwater, onder meer door minimumvereisten op te leggen voor materialen die in contact komen met drinkwater.